# حزب دمية
في السياسة ، الحزب التابع/الحزب الدميه، هو حزب ذو تحالف وعلاقه وثيقه مع حزب أكبر منه، وفي بعض الأحيان يسيطر عليه الحزب الأكبر.
في الأنظمة الساسيه الديكتاتوريه او ذات الحرية السياسية المحدودة، يمكن استخدام الأحزاب التابعه لأجل التظاهر بانتخابات الديمقراطية.
على سبيل المثال، في ألمانيا الشرقية، كان الحزب الديمقراطي الليبرالي الألماني والحزب الوطني الديمقراطي الألماني، اللذين تنافسا ظاهريًا مع حزب الاتحاد الاشتراكي الألماني الحاكم، بمثابة أداة في يديه ولم يعارضا حكمه المطلق.
في روسيا اليوم هناك مزاعم بأن حزبي روسيا العادلة والحزب الديمقراطي الليبرالي الروسي هما حزبان تابعان لحزب روسيا الموحدة ، بسبب دعمهما لحكم فلاديمير بوتين
قد تنشأ هذه الأحزاب أيضًا في انظميه قمعيه تعيش فيها اقليات دينيه او عرقيه او إثنيه، بحيث "تمثل" هذه الأقليات شكليا، وذلك كطريقه لتقديم الحكم على انه ديموقراطي رغم وجود ممارسات قمعيه وعنصريه بحق بعض سكانه.
فمثلا، حتى إلغاء الحكم العسكري على عرب 48 في إسرائيل في عام 1966 ، وحتى بعد عدة سنوات، كانت جميع الأحزاب العربية في إسرائيل أحزاباً تابعة للحزب الحاكم "مباي"، لم تعارض قوانينه وحتى شجعت أحيانا الناس على التصويت له . وتشمل هذه الأحزاب قائمة الناصرة الديمقراطية ، والزراعة والتنمية ، والتقدم والعمل ، والقائمة الديمقراطية لعرب إسرائيل .
دعمت تلك الأحزاب كل قرارات الحزب الحاكم وقتها وعارضت حتى ازاله الحكم العسكري عام 1963.

## أنظر أيضا
- بلد دميه.